# Paul De Mesmaeker
Paul De Mesmaeker (Oudenaarde, 8 settembre 1967) è un ex calciatore belga, di ruolo centrocampista.

## Carriera

### Club
Giocò per 8 anni con il Malines con il quale vinse un campionato, una Coppa di Belgio, una Coppa delle Coppe e una Supercoppa UEFA. Celebre fu la sua prestazione in finale della Supercoppa UEFA 1988 contro il PSV che valse la storica vittoria alla squadra di Malines.

### Nazionale
Con la propria nazionale maggiore ha disputato una sola gara, l'11 novembre 1987 scese in campo contro il Lussemburgo nella partita valida per la qualificazione ad Euro 1988.

## Palmarès

### Competizioni nazionali
- Campionato belga: 1

Malines: 1988-1989
- Coppa del Belgio: 1

Malines: 1986-1987

### Competizioni internazionali
- Coppa delle Coppe: 1

Malines: 1987-1988
- Supercoppa UEFA: 1

Malines: 1988